# Màxim tardiglacial
El màxim tardiglacial (en anglès: Late Glacial Maximum, Late GM) d'aproximadament 13.000-10.000 anys enrere es defineix principalment per l'escalfament dels climes en l'hemisferi nord causat per una desglaciació accelerada que segueix al Darrer màxim glacial (25.000-13.000 anys enrere). Les poblacions humanes van iniciar la repoblació, des dels seus refugis de les zones glaciades abandonades durant el període del darrer màxim glacial.

## Europa occidental i plana europea del nord
La millora del clima va ser ràpida cap a 16.000-15.000 anys enrere. Al nord de França, Bèlgica, nord-oest d'Alemanya i a Gran Bretanya la reocupació humana es va realitzar entre 15.500 a 14.000 anys enrere. Molts d'aquests jaciments arqueològics es classifiquen dins del Magdalenià. Entre 12.000 a 10.000 enrere, els humans ocuparen la costa oest de Noruega i el Sud de Suècia fins a la latitud 65° N. Sembla que la principal peça de caça dels caçadors magdelenians eren els rens.

## Plana de l'est d'Europa
Hi prevalia l'estepa periglacial de loess-estepa. Hi predominaven les arbredes de pins i bedolls. La reocupació dels territoris del nord de la plana no va tenir lloc fins fa uns 13.000 anys.

## Plana de Sibèria
Durant aquest període Sibèria tenia poca vegetació encara que persistien alguns arbres, sobretot pins. El bosc va iniciar la seva expansió cap al nord fa uns 7.000 anys.
La primera ocupació humana de Sibèria va començar cap a 21.000 anys enrere i per sota dels 57° N de latitud.

## Amèrica del Nord

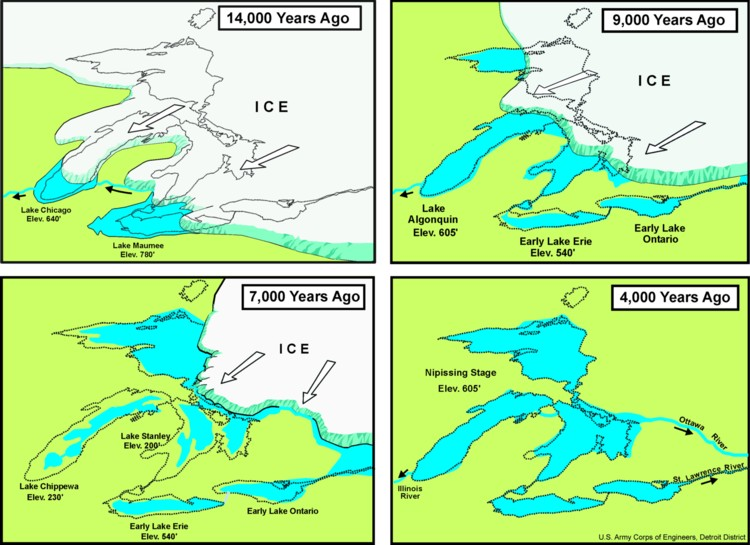
Evolució dels llacs glacials als Grans Llacs d'Amèrica del Nord

Entre la conca del riu lena i el nord-oest del canadà l'aridesa es va incrementar durant el darrer màxim glacial. El nivell del mar va caure uns 120 m respecte a la posició actual. Hi havia estepes que alimentaven molts animals. Per causa dels casquets de gel que ocupaven els territoris no va ser fins fa 16.000 anys que els humans el reocuparen. Una tundra arbustiva va substituir l'estepa seca de moltes parts de Beríngia.
Fa uns 12.000 anys el nivell del mar arribà a una posició de 60 m menys que l'actual i s'inundà la plana baixa entre Txukotka i Alaska occidental, això accelerà la conversió d'Alaska entre la tundra humida i el bosc de coníferes. El pont de terra de Beríngia va quedar tancat i la mateixa beríngia va deixar d'existir.